# Leberknödel

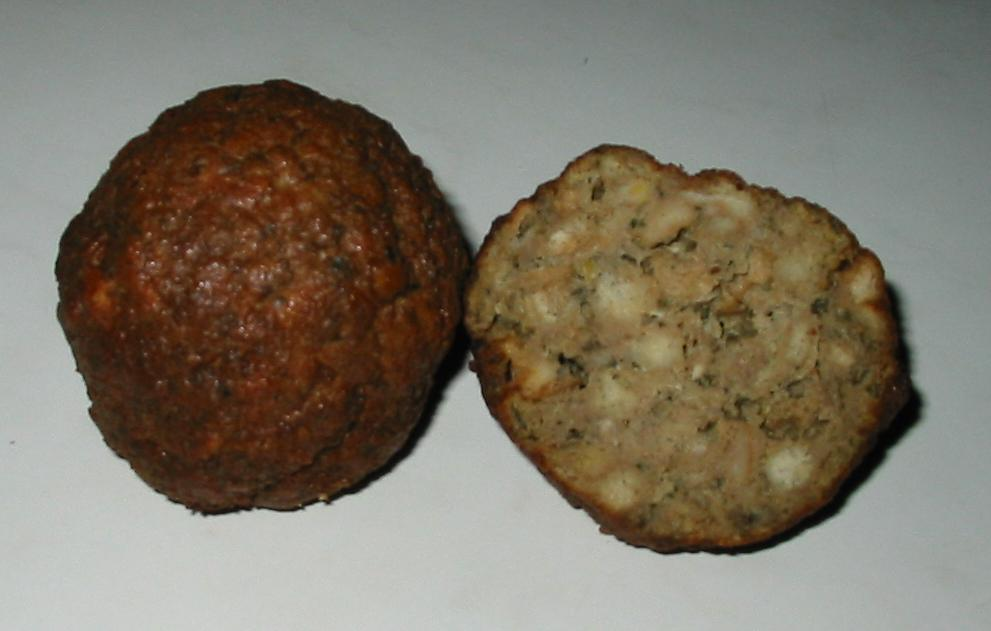
Leberknödel (fritas en manteca).

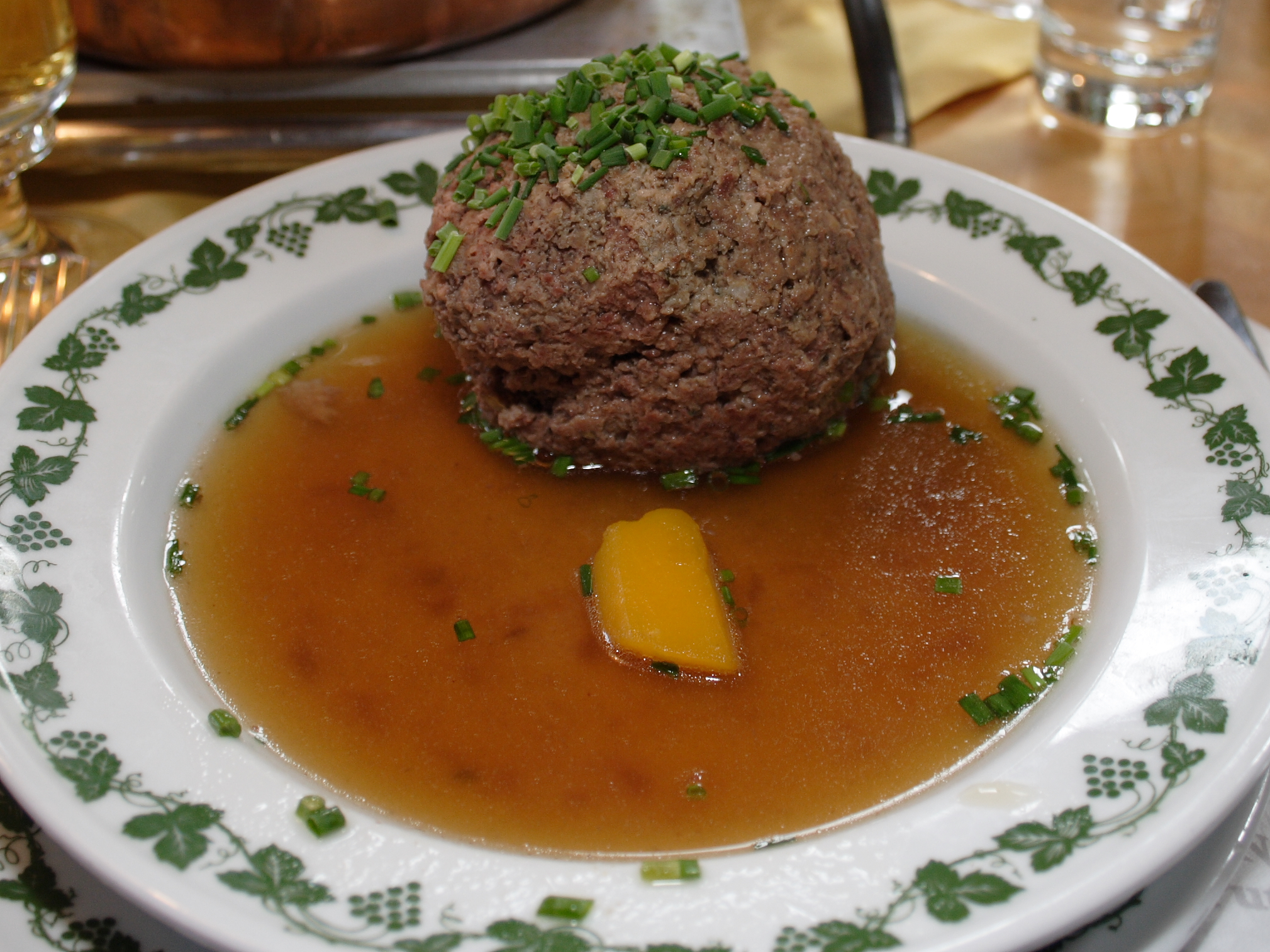
Leberknödel cocinado para ser acompañamiento de una sopa (Leberknödelsuppe).

El Leberknödel es un plato tradicional de la cocina alemana (concretamente de Baviera) y Austria, el Palatinado (se conoce allí como Lewwerknepp) así como en el Südtirol como en amplias partes de la República Checa (se denomina játrové knedlíčky). Se trata de una especie de knödel elaborado con hígado de ternera.

## Características
El Leberknödel se elabora de forma artesanal con carne de hígado de vacuno, en su gran parte de ternera, que se pica finamente hasta llegar a la consistencia de pasta. Se mezcla con pan duro remojado y perejil formando con la concavidad dos cucharas unas pelotas de cinco a seis centímetros de diámetro. Estas bolas se pueden cocinar de diversas formas: se pueden cocer en una salmuera, o en un caldo o se fríen en grasa animal. 

## Servir
En el Palatinado se toma la versión cocida (en salmuera o caldo) y suele acompañarse de Saumagen (Un plato tradicional de la zona), otras posibilidades abarcan a un bratwurst con sauerkraut y puré de patatas. En Baviera y Salzburgo se toma la versión frita que suele acompañar a sopas (Leberknödelsuppe).
La versión cocida del leberknödel debe comerse instantáneamente debido a su poca capacidad de conservación, mientras que la versión frita se conserva mucho mejor debido a la costra exterior que se forma durante su fritura, esta última versión suele comparse ya frita en muchas carnicerías.

## Variantes
En la Alta Austria en la región de Mühlviertel existe un plato similar denominado Leberschädel (Calavera de hígado) elaborado con hígado de cerdo que se cuece con los músculos que sujetan el estómago.